# ليندا بريس روتشيلد
ليندا بريس روتشيلد (بالإنجليزية: Linda Preiss Rothschild) (ولدت 28 فبراير/شباط 1945) أستاذة فخريّة في الرياضيات في جامعة كاليفورنيا (سان دييغو). تعلّقت أطروحة بحثها حول زمرة لاي، لكن بعدَ ذلك توسعّت اهتماماتها لتشمل أيضًا تحليل إلى عوامل متعددات الحدود والمعادلات التفاضليّة الجزئيّة والتحليل التوافقي ونظريّة المتغيّرات المُعقَّدة المُتعدِّدة، وقد نشرت أكثر من 80 ورقةٍ بحثيةٍ في المجالات السابقة.

## التعليم والسيرة المهنية
ولدت روتشيلد في فيلادلفيا ابنة لتُاجر فِراء. ولم تكن قادرةً على الذهاب إلى أفضل مدرسة ثانوية في المدينة، حيث كان التعليم فيها آنذاك مقتصرًا على الذكور فقط. تخرّجت من جامعة بنسيلفانيا في عام 1966. لكن رُفِضَ طلبها لمتابعة الدراسات العليا في جامعة برنستون لأنّها أيضًا كانت تقبل الذكور فقط. حصلت على شهادة الدكتوراه في عام 1970 من معهد ماساتشوستس للتكنولوجيا تحت إشراف الدكتور إيسادور سينغر، وشغلت مناصب مؤقّتة في كلٍّ من معهد إم آي تي حيث عملت في مختبر للذكاء الاصطناعي، وجامعة تافتس وجامعة كولومبيا ومعهد الدراسات المتقدّمة وجامعة برنستون قبل أن تُعيَّن أستاذةً مشاركةً في جامعة ويسكونسن-ماديسون في عام 1976، وتنتقل إلى سان دييغو في عام 1983، وتتقاعد في عام 2011.
ترأست روتشيلد جمعية المرأة للرياضيات بين عامي 1983 و1985، وكانت نائبة رئيس مجتمع الرياضيات الأمريكي بين عامي 1985 و1987. وتعمل كمحرّرة مشاركة ورئيسة لمجلة رسائل الأبحاث الرياضيّة منذ عام 1994.
كان زوجها محمد صالح باوندي أيضًا أستاذًا بارزًا في الرياضيات في جامعة سان دييغو (كاليفورنيا)، توفي في عام 2011.

## الجوائز والأوسمة
حصلت روتشيلد على جائزة زمالة سلون في عام 1976. وقدّمت روتشيلد في عام 1997 محاضرة نويزر في جمعية المرأة للرياضيات، حول موضوع «كيف يكون متعدد الشعب الحقيقي في الفضاء المعقد؟»، وكانت متحدثة مَدعوّة في المؤتمر الدولي لعلماء الرياضيات عام 2006. [3]انتخِبَت زميلة في الأكاديمية الأمريكية للفنون والعلوم في عام 2005، وأصبحت في عام 2012 واحدة من أعضاء الجلسة الافتتاحية لمجتمع الرياضيات الأمريكي. عُقِدَ مؤتمر على شرفها في عام 2008 في جامعة فريبورغ في سويسرا. كان الهدف من هذا المؤتمر هو تشجيع الطالبات على ممارسة مهنة أكاديمية في مجال الرياضيات، وهو هدفٌ ساعدت روتشيلد على تعزيزه من خلال إنشاء منحة للفتيات في المدارس الثانوية الموهوبين لتدريبهم في الرياضيات من خلال المشاركة في برامج صيفية. واختيرت في عام 2017 زميلة لجمعية المرأة للرياضيات في الفصل الافتتاحي.
وتقول: «عندما كنت يافعة، قبلت أفضل مدرسة ثانوية عامة في فيلادلفيا الذكور فقط. وعندما تقدمت للدراسات العليا، تلقّيت رفضًا من جامعة برنستون بسبب أنّ الجامعة تقبل الرجال فقط. لقد تغيرت الأوقات، وأنا يسعدني دائمًا أن أرى نساء رياضيات رائعات واثقات مثل الشابات اللاتي قابلتهن في ندوة جوليا روبنسون في بيركلي الصيف الماضي.» .... الدورة 18 من محاضرة نويزر.
فازت مع زوجها بجائزة ستيفان بيرغمان من مجتمع الرياضيات الأمريكي في عام 2003، لعملهما على التحليل المركب. بالإضافة إلى العديد من المساهمات المهمة في التحليل المعقد، فقد عملوا أيضًا على نظرية المعادلات التفاضلية الجزئية.